# منوف
منُوف، مدينة مصرية تقع بمحافظة المنوفية شمال جمهورية مصر العربية، والمدينة قاعدة مركز منوف. وتبعد عن القاهرة حوالي 60 كم، وعن شبين الكوم حوالي 20 كم.

## أصل التسمية
تُنسب تسمية محافظة المنوفية في الأصل إلى مدينة منوف، التي كانت قرية فرعونية قديمة معروفة باسم "بير نوب"، الذي يعني "بيت الذهب"، واسم منوف أشتق من اسمها القديم من نفر بالمصرية القديمة وبانوفيس باللغة القبطية وأونوفيس بالرومية (باللاتينية: Onouphis)، والذي تحوّر إلى مانوفيس بعد الفتح الإسلامي لمصر، وتعني "الأرض الطيبة"، ولسهولة النطق أصبح يُطلق عليها من نوفي، ومع الوقت أصبحت مِنوف.
عثر بالمدينة على نقش فرعوني من الأسرة المصرية الثلاثون عليه عدد من المناظر الدينية وقوائم تقديمات قرابين، وعرض لجغرافية المقاطعة الليبية (البحيرة). كتب النص على شكل ثلاث نصوص مكتوبة بطريقة الأعمدة ترتيب قراءتها من اليسار لليمين والانتقال من عمود إلى آخر من الجهة اليمنى.

## تاريخ منوف
كانت مدينة منوف عاصمة المنوفية وحاضرتها منذ الدولة الفاطمية حتى تولي محمد علي باشا زمام السلطة في مصر، فقد نقل عاصمة المنوفية من منوف إلى شبين الكوم عام 1826 لتوسط موقعها الجغرافي بين بلدان المنوفية.

## السكان
بلغ عدد سكان مدينة منوف 117,240 نسمة بحسب التعداد التقديري لعام 2019، منهم 59,809 من الذكور و57,431 من الإناث.

## التعليم
- كلية الهندسة الإلكترونية (جامعة المنوفية).

## معرض الصور

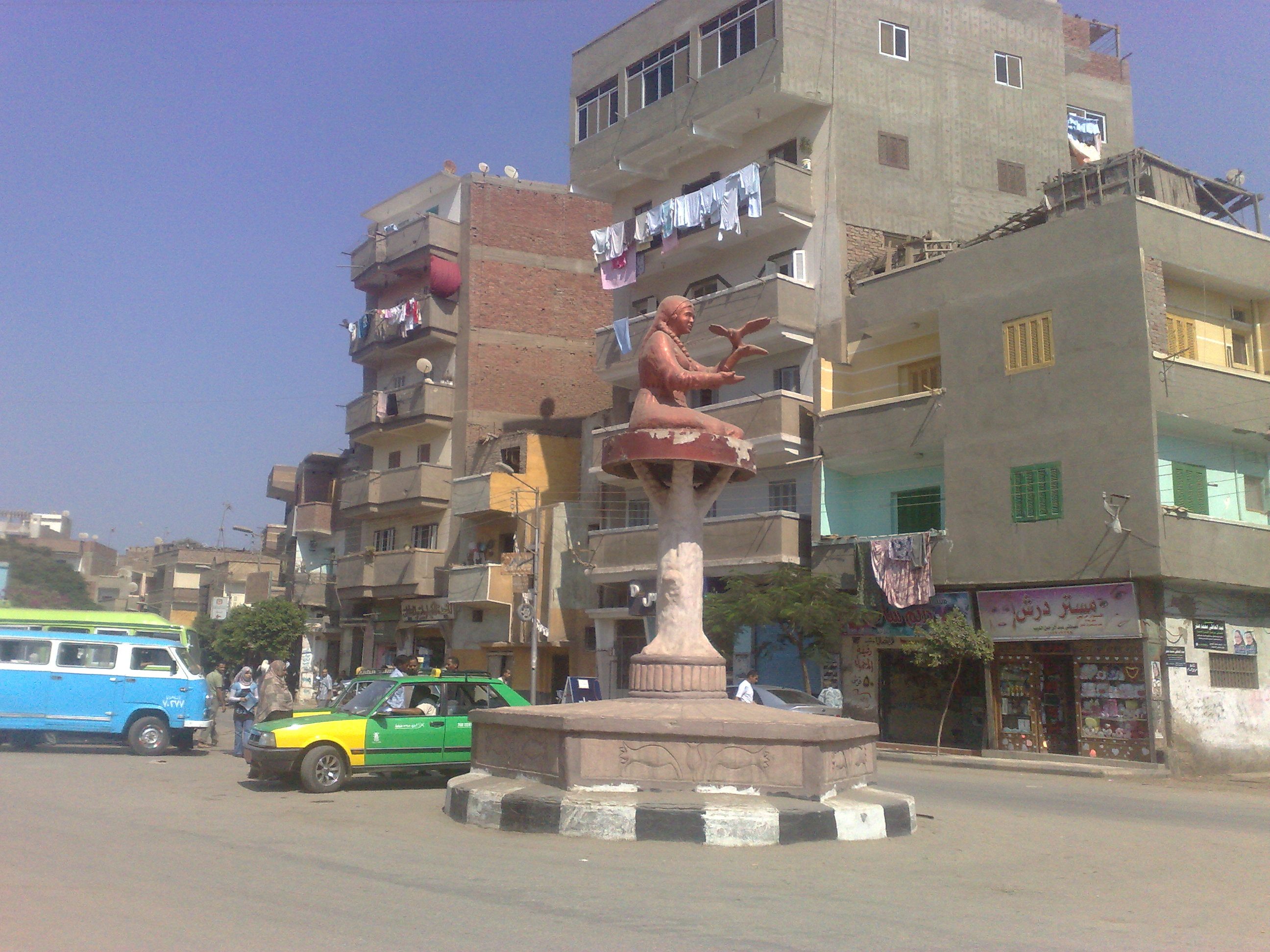
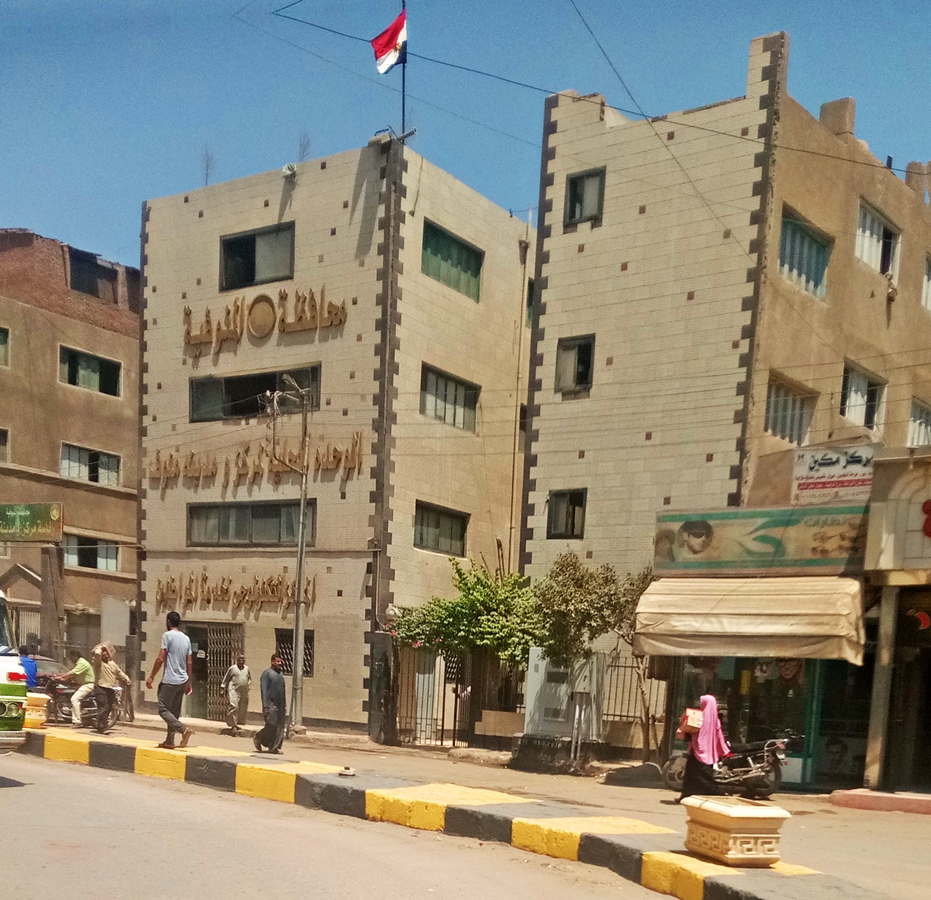
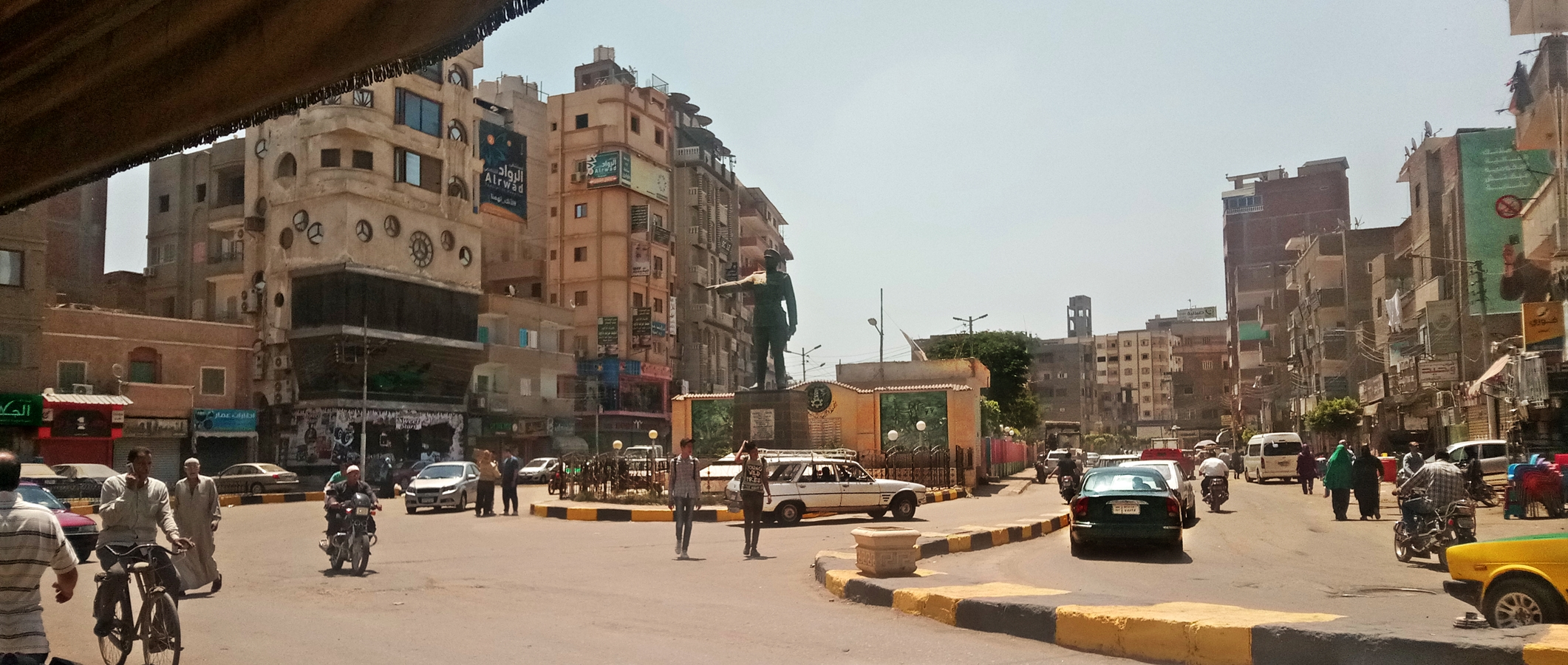
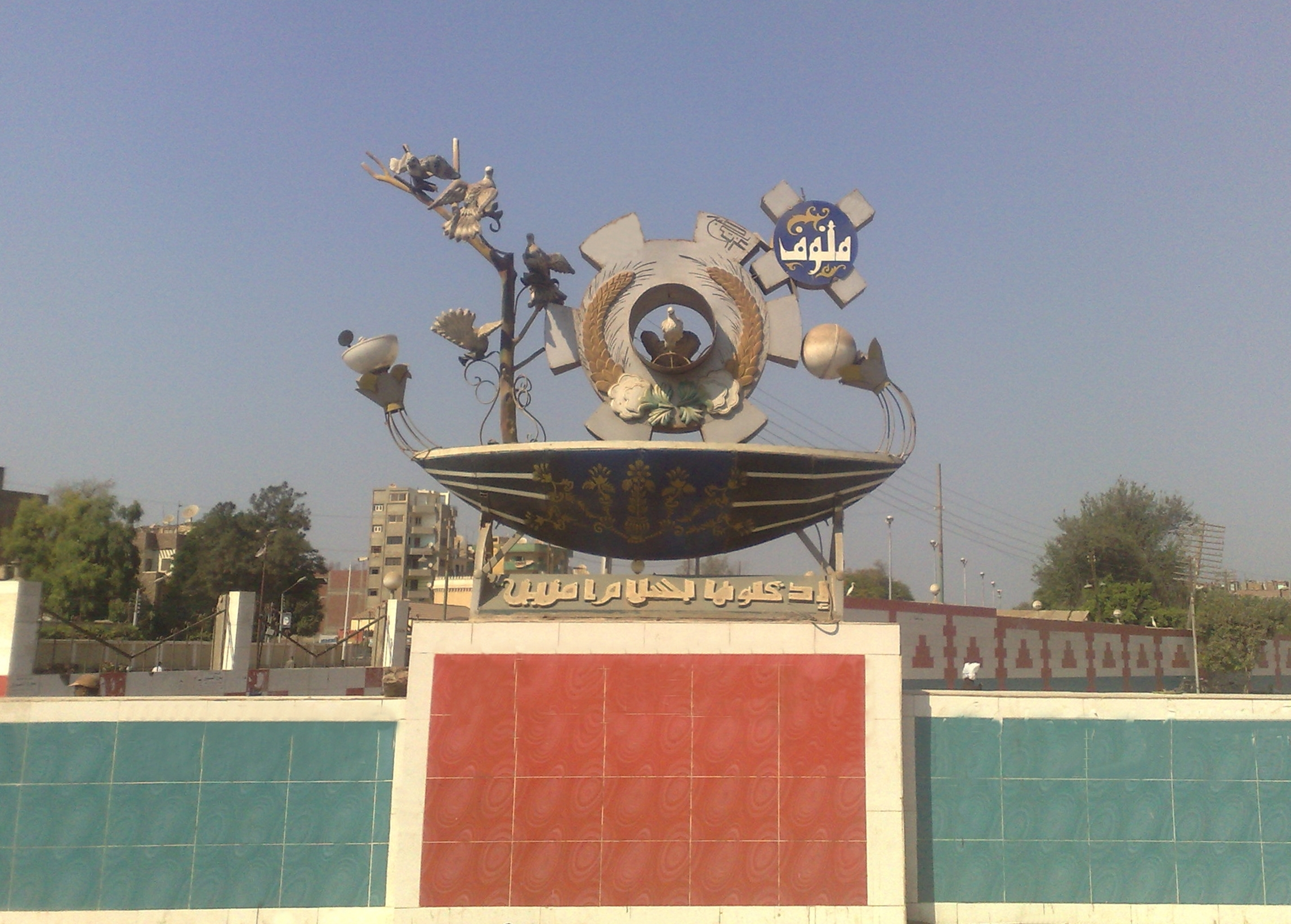
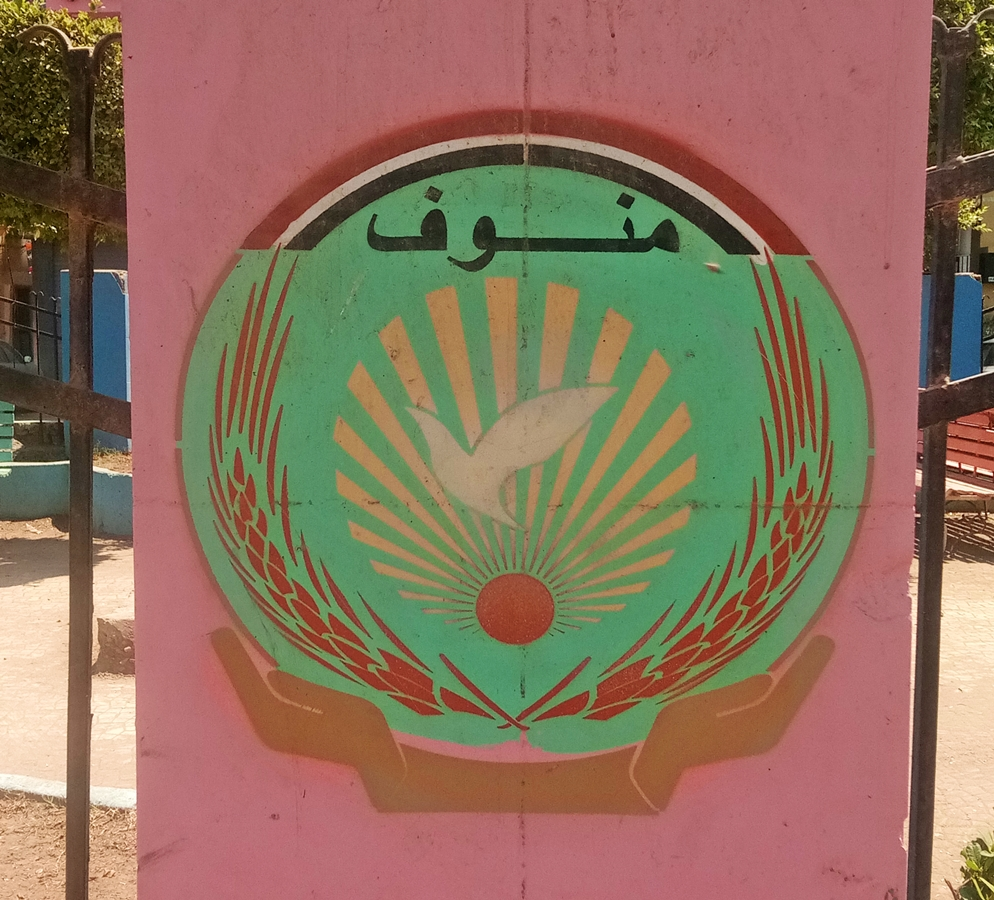

## أعلام المدينة
- يوساب الأول.
- محمد بن عبد الباقي الزرقاني.
- مكرم محمد أحمد.
- عبد اللطيف الصعيدي.
- يوسف الشابوري.
- عباس حسن.
- غالي شكري.